# Sévenne
La Sévenne est une rivière de France en Isère, et un affluent gauche du fleuve Rhône.

## Géographie
De 21,8 km de long, elle prend sa source à Valencin, au lieu-dit la Combe d'Artas, à l'ouest du village du Fayet, à 300 m d'altitude, au nord de Saint-Just-Chaleyssin,
La Sévenne conflue en rive gauche du Rhône à Vienne à 152 m d'altitude, juste après avoir traversé la Route nationale RN7 et dans une boucle du Rhône qui entoure Saint-Romain-en-Gal.
Elle coule globalement de l'est vers l'ouest en passant par Luzinay, Villette-de-Vienne, et Chuzelles. Elle oblique du nord vers le sud sur Chuselles et la vallée de Leveau en entrant dans Vienne.

## Communes et cantons traversés
Dans le seul département de l'Isère la Sévenne traverse six communes et deux cantons :
- dans le sens amont vers aval : Valencin (source), Saint-Just-Chaleyssin, Luzinay, Villette-de-Vienne, Chuzelles et Vienne (confluence).

Soit en termes de cantons, la Sévenne prend source dans le canton d'Heyrieux et conflue dans le canton de Vienne-Nord, le tout dans l'arrondissement de Vienne.

## Affluents
La Sévenne a sept affluents référencés :
- le Ruisseau Gravetan ou Ruisseau des Bugnes (rd) 2,9 km sur les deux communes de Saint-Just-Chaleyssin, Luzinay.
- le ruisseau de Maras (rd) 6,6 km sur les trois communes de Luzinay, Valencin et Chaponnay qui prend source dans la Combe des Romatères et avec deux affluents signalés par Géoportail :
  - la Combe des Châtaignières (rg) 1,5 km sur les deux communes de Chaponnay - dans le département voisin du Rhône - et Luzinay.
  - la Combe Monnin (rd) 1,15 km sur les deux communes de Chaponnay et Luzinay
- le Torrent Béal de Mons (rg) 1,4 km sur la seule commune de Luzinay.
- le Ruisseau de Joux (rd) 4 km sur la seule commune de Luzinay.
- le torrent Béal de Servanay (rd) 3,6 km sur les deux communes de Chaponnay, Villette-de-Vienne.
- le Ruisseau Béal du Rival (rd) 2,6 km sur la seule commune de Chuzelles.
- l'Abérau (rg) 3,7 km sur les trois communes de Chuzelles, Villette-de-Vienne et Serpaize.

Géoportail ajoute :
- le Canis (rg) 3,8 km sur la seule commune de Saint-Just-Chaleyssin avec un affluent droit :
  - la Combe des Boutières (rd) 2 km sur la seule commune de Saint-Just-Chaleyssin.
- la Combe Favas (rg) 2,2 km sur les deux communes de Serpaize et Luzinay avec un grand dépôt pétrolier à l'ouest de la Combe Favas et à moins de 800 mètres au sud de la Sévenne.
- la Combe Boussole (rd) 1,5 km sur la seule commune de Chuzelles.

Le rang de Strahler est donc de trois.

## Hydrologie
Une station hydrologique V3135810 - La Sévenne à Luzinay a fonctionné seulement de 1986 à 1989 pour un bassin versant de 34 km2 et à 212 m d'altitude.
La période d'observation étant très faible, d'environ 2 ans - 26 mois exactement - les débits sont indicatifs : le module est de 0,18 m3/s

## Aménagements
Une station d'épuration industrielle - Danone - est implantée à Saint-Just-Chaleyssin et sert de station d'épuration communale. On rencontre les lieux-dits le Moulin de Vilette, le Moulin de Levau, l'étang des Merles, le Bassin de Levau sur le cours de la Sévenne.

## Organisme gestionnaire
L'organisme gestionnaire est le syndicat Rivières des quatre vallées. Il concerne vingt-neuf (29) communes pour quatre cours d'eau : la Gère, l'Ambalon-Vesonne, la Véga et la Sévenne avec un territoire comprenant 263 étangs. Selon le contrat de rivière, le bassin versant est de 79 km2 et la longueur estimée de la Sévenne est 24,9 km. Le débit d'étiage est évalué à 258 l/s ce qui est bien supérieur au module ou débit mininul pour la vie aquatique, évalué à 79 l/s à Leveau. Le prélèvements restent faibles à 11 l/s et l'on peut noter des résurgences pour 145 l/s.

### Moulin de Villette-de-Vienne
Le moulin de Villette-de-Vienne date des années 1840. À l’époque, il était alimenté par la rivière, la Sévenne. Une réserve d’eau faisait tourner une roue à aubes.

## Pêche et AAPPMA
La Sévenne est un cours d'eau de première catégorie et dépend de l'AAPPMA de Vienne.

## Écologie et ZNIEFF
La Sévenne a une ZNIEFF de type I depuis 2007 pour 150 hectares de superficie sur les deux communes de Luzinay et Saint-Just-Chaleyssin: n° 820030421 - Zone bocagère relique de la Sévenne.
Le bocage entourant la Sévenne se présente comme un paysage relique très diversifié. Le long de cette rivière subsistent des prairies, des petits canaux, des haies, des lambeaux de roselières, avec quelques boisements d'aulnes et de saules. Cette fine mosaïque de milieux naturels reste très attractive pour la faune, et l'avifaune en particulier. Le Busard cendré niche dans une friche (ce qui constitue son biotope originel), ce qui lui assure une certaine sécurité par rapport aux reproducteurs qui choisissent les champs de céréales pour nicher, et dont les nichées sont le plus souvent détruites. Ces zones sont propices à la nidification du Vanneau huppé, pour laquelle il s'agit du seul site de la vallée de la Sévenne. Les roselières abritent des fauvettes aquatiques (Locustelle tachetée, Rousserolle turdoïde). Les populations de Chouette chevêche (ou Chevêche d’Athéna) sont relativement importantes, et la nidification du Faucon hobereau est régulière. Il est intéressant de noter la présence de l'amphibien le plus rare du département de l'Isère : le Pélodyte ponctué, qui fait entendre son grincement dans les canaux de drainage. Enfin, ce site limitrophe de la vallée du Rhône reste attractif pour les oiseaux migrateurs : passereaux mais aussi Hérons cendré, pourpré ou crabier.

## Tourisme
- le château d'Illins à Villette-de-Vienne[11],[12]